# Signal en dents de scie
Pour les articles homonymes, voir Dents de scie.

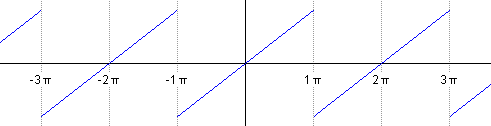
Signal en dents de scie

Les cinq premières sommes partielles de sa série de Fourier

Synthèse additive d'une onde en dents de scie

Un signal en dents de scie est une sorte d'onde non-sinusoïdale que l'on rencontre en électronique, ou dans le domaine du traitement du signal.
Il tire son nom de sa représentation graphique qui se rapproche des dents d'une scie.

## Théorie
Une onde en dents de scie peut être construite en utilisant la synthèse additive : la série de Fourier
{\displaystyle x_{\mathrm {\text{dents de scie}} }(t)={\frac {2}{\pi }}\sum _{k=1}^{\infty }{(-1)}^{k+1}{\frac {\sin(2\pi kft)}{k}}}
converge vers une onde en dents de scie de fréquence f.
Le signal en dents de scie contient toutes les harmoniques entières, alors que le signal carré ne contient que les harmoniques entières impaires.

## Applications
Le signal en dents de scie est, avec les ondes carrées et les ondes sinusoïdales une des formes d'ondes fréquemment utilisées pour la synthèse sonore. Il est aussi utilisé pour l'affichage sur des écrans de télévision ou des oscilloscopes.